# ريان شيريدان
ريان شيريدان (بالإنجليزية: Ryan Sheridan)‏ هو عازف قيثارة ومغني وكاتب أغاني وفنان الشارع أيرلندي، ولد في 28 يناير 1982.

## وصلات خارجية
- ريان شيريدان على موقع ميوزك برينز (الإنجليزية)
- ريان شيريدان على موقع ديسكوغز (الإنجليزية)